# Trotskisme
 Der er for få eller ingen kildehenvisninger i denne artikel, hvilket er et problem. Du kan hjælpe ved at angive troværdige kilder til de påstande, som fremføres i artiklen.

Trotskisme er en socialistisk-kommunistisk retning, som tager udgangspunkt i Lev Trotskijs værker. Der findes mange trotskistiske grupperinger, men de fleste er små. De vigtigste trotskistiske organisationer i dag er nok den pakistanske organisation The Struggle (som er en del af det brede parti Pakistan Peoples Party – PPP) og det britiske Socialist Workers Party SWP. Også i Argentina er der trotskistiske grupperinger, der tæller flere tusind medlemmer. I Venezuela har regeringspartiet PSUV (Venezuelas Forenede Socialist Parti, Chávez' parti) indskrevet Trotskij i deres partigrundlag.
Alle trotskister ser som Trotskij positivt på bolsjevikkernes revolution i Rusland i 1917, men svært negativt på udviklingen i Sovjetunionen fra midten af 1920'erne, da Josef Stalin samlede stadig mere magt i sine hænder. Nogle trotskister mener Sovjetunionen under Stalin blev et statskapitalistisk diktatur, mens andre mener, der snarere er tale om en "degenereret arbejderstat". Det samme gælder andre lande, hvor mere eller mindre stalinistiske kommunistpartier har eller har haft magten.
Der er forskelle mellem forskellige trotskistiske grupper i synet på, hvordan et revolutionært parti bør være organiseret og i synet på samarbejde med andre partier og grupperinger. De fleste trotskistiske grupperinger af betydning er nu åbne for samarbejde med andre.
Nogle trotskistiske socialister arbejder hellere for venstreradikal anti-stalinistisk socialisme indenfor et bredere socialistisk parti end i en af de mange trotskistiske smågrupper.

## Politik og teori
Trotskisme er en videreudvikling af marxismen og leninismen. Den udspringer af Trotskij og Venstreoppositionens modstand imod Stalins påståede degenerering af Sovjetunionen og påståede forræderi imod de kommunistiske idealer og teorier. Denne modstand udviklede sig siden til skabelsen af 4. Internationale.
Selv om der efter Trotskijs død i 1940 har udviklet sig et hav af trotskistiske internationaler og grupper og heraf forskellige teoretiske og politiske retninger, så findes der en række fælles synspunkter, der blev udviklet af Trotskij:

### Den permanente revolution
Under 1905-revolutionen i Rusland udviklede Trotskij teorien om den permanente revolution. Teorien gik ud på, at en borgerlig revolution som den i Frankrig 1789 ikke længere kunne lade sig gøre i den underudviklede del af verden, kolonierne og i de tilbagestående imperialistiske magter som f.eks. Tsar-Rusland. Dette skyldtes, at borgerskabet i disse lande var blevet for tæt forbundet med det feudale aristokrati og derfor ikke ønskede eller kunne gøre op med dem. Derfor var det nødvendigt, at arbejderklassen tog denne opgave på sig som den eneste ægte revolutionære klasse. Men da arbejderklassen også havde sine egne interesser, ville den ikke stoppe ved de borgerlige demokratiske opgaver, men fortsætte over i den socialistiske revolution. Kun en sådan kunne gøre op med de feudale og tilbagestående regimer. Teorien blev i praksis gennemført under Oktoberrevolutionen.

### Verdensrevolutionensnødvendighed
Da Stalin kom til magten, gjorde han op med den tidligere politik om, at Sovjet-unionen kun kunne overleve ved at sprede revolutionen til mere højtudviklede lande, f.eks. Tyskland. I stedet fremførte Stalin teorien om socialisme i ét land, hvormed han påstod, at socialisme kunne udvikles alene i Rusland og efter russiske principper. Imod dette forsvarede trotskisterne princippet om verdensrevolutionen og princippet om internationalisme og argumenterede for, at politikken om socialisme i ét land var med til at degenerere Sovjetunionen og efterhånden førte til, at Sovjetunionens udenrigspolitik blev ført efter traditionelle allianceprincipper og ikke med det mål at udbrede revolutionen. Denne udvikling førte bl.a. til indgåelsen af Molotov-Ribbentrop-pagten.

### Proletarisk Bonapartisme
Efter Stalins magtovertagelse vurderede trotskisterne, at Sovjetunionen efterhånden ændrede karakter fra den oprindelige sunde arbejderstat til en degenereret arbejderstat (degenereret, fordi den oprindelig havde været sund, hvorimod f.eks. DDR kaldtes for en deform arbejderstat, da den aldrig havde været sund). Oprindeligt havde Sovjetunionen fungeret efter en demokratisk planøkonomi hvor magten lå direkte i hænderne på arbejderklassen og flertallet af befolkningen gennem fabriksråd, sovjetter (russisk for råd), og lignende direkte valgte råd. Men under Stalin udviklede Sovjetunionen sig til at blive kontrolleret mere og mere af uvalgte bureaukrater og funktionærer, der hævede deres levestandard langt over befolkningens. Sovjetunionen var stadig styret af en planøkonomi, men denne blev nu styret bureaukratisk og over-centraliseret i modsætning til den oprindeligt demokratiske, planlagte økonomi, hvor en central planlægning kombineredes med udstrakt selvbestemmelse på fabrikker og lokalt niveau.
Dette fænomen beskrev Trotskij som proletarisk bonapartisme med reference til Marx` definition af bonapartisme som et system, hvor staten er i stand til at hæve sig over klassekampen, da ingen af klasserne er i stand til at vinde en afgørende sejr, og hvor staten efterfølgende slår ned på aktive revolutionære, samtidig med at de igennem omfattende reformer inkorporerer/pacificerer den revolutionære befolkning under sig. I Sovjetunionen stod klassekampen mellem en arbejderklasse, der på den ene side havde vundet oktoberrevolutionen, men var træt og svækket af årevis borgerkrig og mislykkede forsøg på at sprede revolutionen til andre dele af verden og samtidig levede i et udviklingsmæssigt tilbagestående Rusland, der ikke var i stand til at opfylde de daglige behov, og på den anden side stod kapitalistklassen, der var svækket pga. revolutionen, men på vej tilbage som en følge af NEP-politikken og Sovjetunionens tilbageståenhed og isolation. Da ingen af klasserne afgørende kunne besejre hinanden på dette tidspunkt, hævede statsbureaukratiet sig over samfundet og balancerede mellem de to klasser på skift. Dette førte til et system, hvor kapitalismen var afskaffet, men den politiske magt ikke var i arbejderklassens hænder. For trotskister er det her, man skal finde årsagen til, at Sovjetunionen senere brød sammen pga de økonomiske problemer, der herskede i de bureaukratiske planøkonomier. Trotskij udtalte bl.a. i denne sammenhæng i sin bog "Revolutionen forrådt", at "en planøkonomi har brug for demokrati, som kroppen har brug for ilt."

### Aktionsmæssig Enhedsfront
Under fascismens fremtræden i 20'erne og 30'erne udviklede der sig to forskellige retninger indenfor den kommunistiske bevægelse om, hvordan man skulle bekæmpe fascisme. På den ene side stod stalinisterne, der først forkyndte, at socialdemokraterne var de virkelige klassefjender og beskrev dem som socialfascister. Denne politik er kendt som den tredje periode. Dette førte bl.a. til, at kommunistpartiet i Tyskland i 1933 erklærede, at Hitlers sejr var en sejr for arbejderklassen over socialdemokratiet, og at dette snart ville gå over i kommunistpartiets sejr. Da Hitler efterfølgende knuste arbejderbevægelsen i Tyskland, skiftede stalinisterne kurs over til folkefronten. Her erklærede de, at man nu måtte indgå alliancer med hvem som helst imod fascismen, ikke blot socialdemokraterne, men også borgerlige, konservative, royalister og imperialistiske stormagter som England og Frankrig. Som led i denne strategi måtte revolutionen udskydes for ikke at støde dens allierede blandt de borgerlige og kapitalisterne. Denne taktik førte bl.a. til, at kommunistpartiet under den spanske borgerkrig slog ned på strejker og angreb byer og landsbyer under arbejdernes kontrol og førte de gamle kapitalister og godsejere tilbage til magten; dette skete f.eks. i Barcelona.
Ifølge trotskisterne var disse to politikker blot sider af samme sag og kom af stalinisternes manglende forståelse af klassekampen. I modsætning til Stalin fremhævede trotskisterne den aktionsmæssige enhedsfront som måden at bekæmpe fascisterne på og samtidig vinde flertallet af arbejderklassen for revolution. Aktionsmæssig enhedsfront betød, at man måtte alliere sig i konkrete kampe og aktioner med andre dele af arbejderklassen. Dette kunne f.eks. være igennem at arrangere fælles demonstrationer og konfrontationer mod fascisterne og at lave midlertidige valgalliancer for at forhindre en fascistisk magtovertagelse. Denne strategi adskilte sig for tredje periode politikken ved, at den erklærede at man måtte samarbejde med socialdemokraterne for på den måde at skabe enhed, og dermed styrke, i arbejderklassens aktioner og samtidig gennem konkret kamp vise, at kommunisterne var de bedste og mest konsekvente kæmpere for arbejderklassens interesser for på den måde at vinde de socialdemokratiske arbejdere for revolution. Den aktionsmæssige enhedsfront stod også i modsætning til folkefrontsstrategien på to afgørende punkter. For det første ved at fremhæve, at enhver alliance måtte være basseret på klasselinjer, og man derfor ikke kunne alliere sig med borgerlige partier og imperialistiske stormagter. Dette skyldtes, at formålet med enhedsfronten var at styrke arbejderklassen i klassekampen overfor kapitalismen og ikke blot at bekæmpe enkelte symptomer på kapitalismens dårligdomme som f.eks. fascismen.
Den anden forskel lå i, at enheden kun skulle gælde for konkrete aktioner. Derimod skulle der være fri plads til at fastholde hver sine politiske paroler og synspunkter og agitere for dem. Under folkefronten blev kommunistpartiets program og krav underlagt alliancen med borgerlige partiet, og kampen og argumentationen for socialisme blev udskudt til en uvis fremtid. Enhedsfrontens formål var derimod jo bl.a. at vinde øget opbakning til kampen for socialisme og for en socialistisk revolution.
Denne forskel kendes også som forskellen på den aktionsmæssige enhedsfront og den programmatiske enhedsfront.

## Dansk Trotskisme
Der er for få eller ingen kildehenvisninger i afsnittet Dansk Trotskisme, hvilket er et problem. Du kan hjælpe ved at angive troværdige kilder til de påstande, som fremføres.

I Danmark findes der i dag 4 organisationer der definerer sig selv som trotskistiske:
- Revolutionære Socialister, dansk sektion af International Marxistisk Tendens
- Internationale Socialister (forkortet IS), dansk sektion af International Socialist Tendency
- Socialistisk Arbejderpolitik (forkortet SAP), dansk sektion af Fjerde Internationale (Genforenet)
- Socialisten, forening indenfor Enhedslisten der udgiver et blad af samme navn. Har internationale samarbejdspartnere, men ikke en internationale.

Historisk har der eksisteret adskillige trotskistiske organisationer i Danmark, heriblandt 2 organisationer der begge hed RS – Revolutionære Socialister, RSF – Revolutionære Socialisters Forbund (tidligere VSU – Venstresocialisternes Ungdom hvor trotskister vandt flertal og omformede organisationen), Socialisten (hvoraf Socialistisk Standpunkt udspringer af) samt det kortlivede Socialistisk Modstand der kun havde ét medlem.
Den mest kendte danske trotskist var Marie Nielsen, der havde siddet i ledelsen af Socialdemokratiet og var med til at stifte DKP – Danmarks Kommunistiske Parti, og som blev ekskluderet 3 gange fra DKP af stalinisterne, bl.a. for at forsvare Trotskij og for at forsvare retten til abort i Sovjetunionen. Hun udgav bl.a. hæftet "Kampen om Trotskij".
Andre kendte danske trotskister omfatter kunsthistorikeren og forfatteren Rudolf Broby-Johansen og tidligere formand for DKP Thøger Thøgersen. Aksel Larsen, formand for DKP og stifter af SF sympatiserede en overgang i sin ungdom med Trotskij, men overværede udrensningen af trotskisterne i Sovjetunionen under sit ophold på Leninskolen i Sovjetunionen og valgte herefter af frygt at skifte side og holde sine tidligere sympatier skjulte.
I nyere tid har flere kendte politikere og studenteroprørere på et tidspunkt tilsluttet sig trotskismen, bl.a. 68-erne Finn Ejnar Madsen, Lars Hutters og Jan Michaelsen samt nuværende og tidligere folketingsmedlemmer for Enhedslisten Søren Søndergaard (tidligere medlem af Europa Parlamentet for Folkebevægelsen mod EU), Jørgen Arbo-Bæhr; alle medlemmer af SAP. Også Enhedslistens politiske ordfører Pernille Skipper er tidligere medlem af SAP.

## Trotskistiske organisationer historisk og internationalt
Historisk har trotskismen, trods en generel lav tilslutning i de fleste lande, fået masseopbakning i Vietnam, Sri Lanka, Rusland, Storbritannien, Frankrig og Bolivia. I USA spillede trotskister en ledende rolle under den store Teamsters Strike i Minneapolis i 1934.
I Storbritannien havde Militant-tendens, der blev ledet af Ted Grant i 1980'erne, held med at vinde opbakning i dele af Labour-partiet og opnå 3 parlamentsmedlemmer og flertallet i Liverpool byråd ligesom at Militant-tendensen ledte den store kampagne imod Poll-tax der var med til at vælte Thatcher.
I Frankrig fik Ligue Communiste Revolutionnaire LCR en vis masseopbakning, især bag deres præsidentkandidat postbuddet Olivier Besancenot med lidt over 4% af stemmerne i 2002 og 2007. LCR var tilknyttet Fjerder Internationale (Genforenet) ligesom Socialistisk ArbejderParti (SAP) i Danmark. I 2009 nedlagde LCR sig selv og opløstes ind i Nyt Antikapitalistisk Parti.
Under den bolivariske revolution i Venezuela har trotskismen fået en genoprejsning og igen en masseudbredelse, bl.a. har Venezuelas præsident Hugo Chávez omtalt sig selv som trotskist og anbefalet bøger af trotskij samt af den trotskistiske teoretiker Alan Woods, som Chávez også har kaldt sin ven ved flere lejligheder, og hvis bøger har opnået en vis udbredelse i Venezuela under revolutionen.